# 데이터베이스 엔진
데이터베이스 엔진(database engine) 또는 스토리지 엔진(storage engine)은 데이터베이스 관리 시스템(DBMS)이 데이터베이스에 대해 데이터를 삽입, 추출, 업데이트 및 삭제(CRUD 참조)하는 데 사용하는 기본 소프트웨어 컴포넌트이다. 데이터베이스 엔진을 조작할 때 DBMS 고유의 사용자 인터페이스를 이용하는 방법과 포트 번호를 통해 이용하는 방법이 있다. 대부분의 데이터베이스 관리시스템은 DBMS 의 사용자 인터페이스를 통하지 않고, 사용자가 내장된 엔진과 상호작용을 할 수 있는 자신만의 애플리케이션 프로그래밍 인터페이스(API)를 포함하고 있다.
데이터베이스 엔진이라는 용어는 종종 데이터베이스 서버 또는 데이터베이스 관리 시스템이라는 용어와 서로 바꾸어 사용된다.
현대의 많은 DBMS가 동일한 DB 내에 다중 저장 엔진을 지원한다. 예를 들어, MySQL은 MyISAM 뿐만 아니라 InnoDB도 지원한다.
| 저장엔진 | 라이선스 | 트랜잭션 지원 |
| -------- | -------- | ------------- |
| Aria     | GPL      | 아니요        |
| BlitzDB  | GPL      | 아니요        |
| Falcon   | GPL      | 예            |
| InnoDB   | GPL      | 예            |
| MyISAM   | GPL      | 아니요        |
| InfiniDB | CPL      | 아니요        |
| TokuDB   | GPL      | 예            |
| XtraDB   | GPL      | 예            |

부가적인 엔진 형식으로는 다음과 같은 것들이 있다:
- 임베디드 데이터베이스 엔진
- 인메모리 데이터베이스 엔진